# 14181 Коромазі
14181 Коромазі (14181 Koromhazi) — астероїд головного поясу, відкритий 20 листопада 1998 року.
Тіссеранів параметр щодо Юпітера — 3,326.